# 玫棕酸
玫棕酸（英語：Rhodizonic acid）是化学式为C
6H
2O
6或(CO)
4(COH)
2的化合物。它可以看作是环己烯的二重烯醇和四重酮。
玫棕酸通常以二水合物C
6H
2O
6 · 2H2O的形式获得。后者实际上是2,3,5,5,6,6-六羟基-2-环己烯-1,4-二酮，其中两个原始酮基团被两对偕二醇取代。 二水合物经低压升华可得橙色至深红色、吸湿性强的无水酸。
与许多其他烯醇一样，玫棕酸可以从羟基中失去氢正离子H+（pKa1 = 4.378±0.009, pKa2 = 4.652±0.014 at 25 °C），产生玫棕酸氢根阴离子C
6HO−
6和玫棕酸根阴离子C
6O2−
6。后者芳香族和对称，因为双键的离域电子均匀分布在六个CO单元上。玫棕酸盐往往具有各种深浅不一的红色，从淡黄色到紫色。
玫棕酸已用于钡、铅和其他金属的化学分析。特别是玫棕酸钠测试可用于检测受试者手中的枪击残留物（其中含铅），并区分箭伤和枪伤以执行狩猎法规。

## 历史
1837年，奥地利化学家约翰·海勒通过分析加热碳酸钾和木炭混合物的产物发现了玫棕酸。 这个名字来自希腊语（rhodizō，“染红”），由于其盐的颜色。

## 化学性质

### 盐
玫棕酸盐在透射光中往往具有各种深浅的红色，从淡黄色到紫色，在反射光中具有绿色光泽。
可以通过用硝酸氧化肌醇并在氧气的存在下与乙酸钾反应制备玫棕酸钾。由于其在水中的相对難溶性，玫棕酸盐可从溶液中结晶。
玫棕酸钠呈深棕色，在干燥时稳定，但水溶液会在几天内分解，即使在冰箱中也是如此。玫棕酸铅是深紫色的。

### 氧化和分解
玫棕酸是氧化產物鏈的成員：苯六酚（(COH)
6）、四羥基對苯醌（THBQ）（(COH)
4(CO)
2）、玫棕酸（(COH)
2(CO)
4）和環己六酮（(CO)
6）。已考慮將玫棕酸鋰與THBQ 鹽和苯六酚一起用於可充電電池中。一價陰離子C
6O−
6已在質譜實驗中檢測到。
玫棕酸和玫棕酸根陰離子可以失去一個CO單元以產生克酮酸（(CO)
3(COH)
2）和克酮酸根陰離子（C
5O2−
5），其機制仍然未完全了解。在鹼性溶液（pH>10）中，玫棕酸在沒有氧氣的條件下迅速轉化為THBQ陰離子（(CO)4−
6）而在有氧气的情况下则转化为克酮酸。在pH=8.3和光照條件下，溶液在沒有氧氣的情況下可以穩定數天，在有氧氣的情況下分解成克酮酸和其他產物（可能包括環己六酮或十二羥基環己烷）。

## 結構

### 酸
在溶液中，玫棕酸和玫棕酸氫根離子大部分是水合的，一些羰基>C=O被偕羥基>C(OH)
2取代。

### 鹽
在無水玫棕酸銣（Rb
2C
6O
6）中，玫棕酸陰離子以平行柱狀堆積，銣離子也是如此。在垂直於柱的平面中，它們排列成兩個交錯的六邊形網格。陰離子是平面的。
無水玫棕酸鉀（K
2C
6O
6）具有獨特但相似的結構。陰離子和陽離子排列在交替的平面上。在每個平面內，陰離子排列成六邊形網格。 每個鉀離子的排列方式使其對稱地連接到四個陰離子上的八個氧，每個相鄰平面有兩個。陰離子略微扭曲成船形（與平均平面的rms偏差為0.108Å）。玫棕酸鈉（Na
2C
6O
6）具有相同的結構，但陰離子稍有扭曲（rms為0.113Å）
在溶液中，玫棕酸根陰離子不會水合。